# Eupelmus grayi
Eupelmus grayi är en stekelart som beskrevs av Girault 1915. Eupelmus grayi ingår i släktet Eupelmus och familjen hoppglanssteklar. Inga underarter finns listade i Catalogue of Life.